# Université Caraïbe
L'université Caraïbe est une université fondée en 1988 et située à Port-au-Prince, à Haïti.
La rectrice de l'université Caraïbe est Jocelyne Trouillot , auteure de livres pédagogiques et de livres de littérature jeunesse, principalement en créole haïtien.

## Organisation
L'université Caraïbe est composée de 6 facultés :
- Faculté d'éducation
- Faculté d'ingénierie
- Faculté d'agriculture
- Faculté de management
- Faculté des sciences de l'information
- Faculté des lettres et sciences humaines

## Partenariats
- Agence universitaire de la francophonie
- Organisation universitaire interaméricaine
- Union des universités et des centres de recherche de la Caraïbe
- Association des facultés d'agronomie de la Caraïbe